# Свръхестествено (сезон 2)
Вижте пояснителната страница за други значения на Свръхестествено.
Вторият сезон на Свръхестествено, американски телевизионен сериал, започна на 28 септември, 2006. Това е първият сезон, който се излъчва по CW. Главните актьори от втория сезон включват Джаред Падалеки и Дженсън Екълс.
Този сезон показва как Сам и Дийн продължават да ловуват демони; научаваме защо Сам е считан за специален и битката с жълтоокия демон приключва.

## Актьорски състав
Главни герои:
- Джаред Падалеки в ролята на Сам Уинчестър.
- Дженсън Екълс в ролята на Дийн Уинчестър.

Второстепенни герои:
- Джефри Дийн Морган в ролята на Джон Уинчестър
- Джим Бийвър в ролята на Боби Сингър
- Фредерик Лен в ролята на Азазел

## Епизоди
| Заглавие | Сценарист(и)                | Режисьор(и)     | Дата на излъчване    | Еп. № |
| --- | --------------------------- | --------------- | -------------------- | ----- |
| In My Time of Dying („Докато умирах“) | Ерик Крипки                 | Ким Манърс      | 28 септември 2006 г. | 1     |
| Братята са взети в болница в Мемфис. Дийн е в кома и Смъртта се опитва да вземе душата му. По-късно Дийн научава, че ако не премине може да се превърне в дух като онези, с които те се бият. Сам се опитва безуспоешно да спаси брат си, но Джон прави сделка с Жълтоокия демон, за да спаси живота на сина си в замяна на неговата душа и на Колтът. |                             |                 |                      |       |
| Everybody Loves a Clown („Всички обичат клоуна“) | Джон Шибан                  | Фил Сгричиа     | 5 октомври 2006 г.   | 2     |
| Сам и Дйин изгарят тялото на баща си и след това срещат ловците Аш, Елън и Джо. Сам и Дйин преследват индуитски демон наречен Ракшаса, който се дегизира като клоун и примамва децата да го пуснат в къщата си, след което той поглъща родителите им.                                                                                                  |                             |                 |                      |       |
| Bloodlust („Жажда за кръв“) | Сера Гамбъл                 | Робърт Сингър   | 12 октомври 2006 г.  | 3     |
| Братята се съюзяват с Гордън, ловец, за да убията група вампири. Но Сам научава, че вампирите, които преследва Гордън се хранят с кравешка кръв. Братята се обръщат страната като защитават вампирите от ловеца. |                             |                 |                      |       |
| Children Shouldn't Play With Dead Things („Не си играй с мъртвите“) | Раел Тъкър                  | Ким Манърс      | 19 октомври 2006 г.  | 4     |
| Дйин и Сам срещат Нийл Левайн, колежанин с разбито сърце, който използва некромантия, за да съживи любовта си. Но тя се завръща като ядосано зомби със склонност към убийства. |                             |                 |                      |       |
| Simon Said („Саймън каза“) | Бен Едлънд                  | Тим Лакофано    | 26 октомври 2006 г.  | 5     |
| Братята срещат Анди Галахар, който може да контролира мисли. Но той привлича вниманието, когато хора започват да се самоубиват след като получат мистериозно обаждане. |                             |                 |                      |       |
| No Exit („Без изход“) | Мат Уитен                   | Ким Манърс      | 2 ноември 2006 г.    | 6     |
| Сам и Дйин разлседват бруталното убийство на русокоса жена. Отговорен за убийствата е духът на Х. Х. Холмс, първия американски сериен убиец според братята. Джон и Тереса са спасени от Сам и Дйин. Джо благодари на Дйин и Тереса благодари на Сам, че са ги спасили във Филаделфия.                                                                  |                             |                 |                      |       |
| The Usual Suspects („Обичайните заподозрени“) | Катрин Хъмприс              | Майк Рол        | 9 ноември 2006 г.    | 7     |
| Братята Уинчестър започват да разледват мисетирозната смърт на адвокат (Антъни Гилс) и жена му (Карън), но когато Диана Балард и Пийт Шеридан от полицията в Балтимор виждат досиетата на момчетата, Дйин се озовава зад решетките за убийство. Сам и Дйин опитват да убедят полицаите, че са невинни.                                                 |                             |                 |                      |       |
| Crossroad Blues („Кръстовищен блус“) | Сера Гамбъл                 | Стив Бойъм      | 16 ноември 2006 г.   | 8     |
| Сам и Дйин се опитват да помогнат на мъж, който е продал душата си на демон, за да спаси живота на болната си жена. Същият демон се опитва да съблазни Дйин като му предлага да продаде душата си за тази на баща си. Тя твърди, че сега Джон страда в Ада защото е спасил Дйин.                                                                       |                             |                 |                      |       |
| Croatoan („Кроатоан“) | Джон Шибан                  | Робърт Сингър   | 7 декември 2006 г.   | 9     |
| Сам и Дйин отиват в град наречен Ривъргроув след като Сам има силно видение. Те мислят, че демони се опитват да опостушат целия град отвътре. Сам е одраскан и вероятно е заразен, но се оказва, че той има имунитет от вируса. |                             |                 |                      |       |
| Hunted („Преследван“) | Раел Тъкър                  | Рейчъл Талалай  | 11 януари 2007 г.    | 10    |
| Дйин разкрива тайната, която Джон му казва в началото на сезона, карайки объркания Сам да се махне от Дйин в търсене на отговори. Сам среща Ева, медиум, която има видение за смъртта на Сам. Дйин разбира, че Гордън преследва Сам и се състезава с него в търсене на брат си, за да го спаси.                                                        |                             |                 |                      |       |
| Playthings („Играчки“) | Мат Уитен                   | Чарлс Бийсън    | 18 януари 2007 г.    | 11    |
| Сам и Дйин разследват град, в който няколко души мистериозно умират и следата води към малко момиче, което живее в странноприемница с майка си и чиито въображаем приятел може би е виновен за убийствата. |                             |                 |                      |       |
| Nightshifter („Върколак“) | Бен Едлънд                  | Фил Сгричиа     | 25 януари 2007 г.    | 12    |
| След като Сам и Дйин научават, че няколко престъпления са извършени от полу-човек, полу-робот те веднага разбират, че всъщност шейпшифтър е виновен за грабежите и отиват в местна банка с надеждата да го хванат и да предотвратят още престъпления в Милуоки.                                                                                        |                             |                 |                      |       |
| Houses of the Holy („Дверите Господни“) | Сера Гамбъл                 | Ким Манърс      | 1 февруари 2007 г.   | 13    |
| Сам и Дйин разследват случай, в който хора които са извършили убийство твърдят, че ангел им е наредил. Братята са скептични докато Сам не вижда ангела и отива при отеца в местната църква, за да получи някои отговори. |                             |                 |                      |       |
| Born Under a Bad Sign („Роден със зла участ“) | Катрин Хъмприс              | Дж. Милър Тобин | 8 февруари 2007 г.   | 14    |
| Сам го няма за около седмица докато Дйин не го отркива целия в кръв с никакви спомени за случилото се. Дйин трябва да разбере дали малкия му брат отива към тъмната страна или има нещо повече от това, което се вижда. |                             |                 |                      |       |
| Tall Tales („Градски легенди“) | Джон Шибан                  | Брадфорд Мей    | 15 февруари 2007 г.  | 15    |
| Сам и Дйин се обаждат на приятеля си ловец Боби (Джим Бийвър) за помощ със случай, в който градски легенди се сбъдват. |                             |                 |                      |       |
| Roadkill („Смърт на пътя“) | Раел Тъкър                  | Чарлс Бийсън    | 15 март 2007 г.      | 16    |
| Сам и Дйин се опитват да помогнат на жена на име Моли (Триша Хелфър), която е преследвана от фермер, който обитава магистрала и веднъж в годината убива всеки, който мине по нея. |                             |                 |                      |       |
| Heart („Сърце“) | Сера Гамбъл                 | Ким Манърс      | 22 март 2007 г.      | 17    |
| Сам и Дйин са по следите на върколак, но тяхната единствена следа е Мадисън (Емануел Ваугер) чиито бивш приятел я преследва и Сам се влюбва в нея. |                             |                 |                      |       |
| Hollywood Babylon („Холивудски Вавилон“) | Бен Едлънд                  | Фил Сгричиа     | 19 април 2007 г.     | 18    |
| Сам и Дйин отиват в студио по време на заснемането на филм на ужасите. Когато член на екипа е намерен мъртъв на тавана от един от главните актьори, Сам и Дйин започват да разледват. |                             |                 |                      |       |
| Folsom Prison Blues („Затворнически блус“) | Джон Шибан                  | Майк Рол        | 26 април 2007 г.     | 19    |
| Сам и Дйин си позволяват да бъдат арестувани, за да могат да разследват няколко убийства в затвор. Обаче нещата се усложняват когато ФБР агента Хенриксън се появява, за да поеме случая. |                             |                 |                      |       |
| What Is and What Should Never Be („Реалност и невъзможни мечти“) | Раел Тъкър                  | Ерик Крипки     | 3 май 2007 г.        | 20    |
| Дйин е нападнат от джин и се озовава в нова реалност, където той има приятелка на име Кармен, майка му и Джесика са живи и мистериозна млада жена на име Ейми държи ключа към всичко. |                             |                 |                      |       |
| All Hell Breaks Loose: Part 1 („Ад под небето, първа част“) | Сера Гамбъл                 | Робърт Сингър   | 10 май 2007 г.       | 21    |
| Сам и другите „специални деца“ са отвлечени от Жълтоокия демон (Азазел) и са отведени в призрачен град, където започва битка. |                             |                 |                      |       |
| All Hell Breaks Loose: Part 2 („Ад под небето, втора част“) | Ерик Крипки и Майкъл Т. Мур | Ким Манърс      | 17 май 2007 г.       | 22    |
| Дйин се оправя с последствията от битката на Сам и Джейк. Междувременно Жълтоокия демон използва неговия нов слуга, за да отвори портите на Ада. |                             |                 |                      |       |

## Нови и завръщащи се герои
За втория сезон екипа на Свръхестествено ще покаже няколко често появяващи се герои. Саманта Ферис е в ролята на притежателката на Странноприемницата на Харвел, Елън Харвел. Ферис участва в шест епизода от сезона. Алона Тал играе дъщерята на Елън, Джо Харвел, която работи в странноприемницата и се присъединява към Сам и Дийн на ловно пътешествие за един епизод. Тя участва в четири епизода. Тя участва в четири епизода. Чад Линдберг играе Аш, който живее в странноприемницата и помага на братята с компютърните си умения. Линдберг участва в четири епизода. Стерлинг К. Браун е представен като Гордън Уолкър, ловец, който Сам и Дийн не одобряват. Героят се появява в два епизода, Той взима участие в два епизода и се завръща за следващия сезон. Габриел Тигърман участва като Андрю Галахър, едно от „специалните деца“ на Азазел. Той участва в два епизода. Участва в два епизода. Катарин Изабел играе Ева Уилсън, друго „специално дете“ на Азазел. Алдис Ходж играе Джейк Тели, едно от „специалните деца“ на Азазел, който убива Сам в първата от двете части на края на сезона. Той отваря Портата на Дявола чрез направлението на Азазел. Героя участва и в двете части.
Джефри Дийн Морган се завръща в ролята на Джон Уинчестър. Героя умира в първия епизод на сезона и се завръща, когато Портата на Ада е отворена, в края на сезона. и се завръща когато портите на Ада са отворени в края на сезона. Саманта Смит се завръща в ролята на Мери Уинчестър, майката на Сам и Дийн. Героя участва в два епизода, както и в няколко флашбек-а. Джим Бийвър играе ловеца на демони Боби Сингър, който е представен в края на първия сезон. Бийвър участва в пет епизода. Ейдриан Палики също се завръща в ролята на Джесика Мур. Палики участва в един епизод, където действието е в друга реалност. Фредерик Лен е в ролята на Азазел, демон, който никога не е виждан напълно до премиерата на втория сезон докато не умира в края на сезона.